# Biasca
Biasca é uma comuna da Suíça, no Cantão Tessino, com cerca de 6.023 habitantes. Estende-se por uma área de 59,12 km², de densidade populacional de 102 hab/km². Confina com as seguintes comunas: Cauco (GR), Iragna, Lodrino, Malvaglia, Osogna, Personico, Pollegio, Rossa (GR), Semione.
A língua oficial nesta comuna é o Italiano.